# Mírová
Mírová, bis 1955 Mnichov (deutsch Münchhof) ist eine Gemeinde in Tschechien. Sie liegt zwei Kilometer östlich von Chodov und gehört zum Okres Karlovy Vary.

## Geographie
Mírová befindet sich im Falkenauer Becken am Bach Chodovský potok. Im Süden erhebt sich die auf dem Kellerberg angelegte frühere Abraumhalde Loket, unter der sich früher das Dorf Podhoří befand. Im Westen verläuft die Bahnstrecke von Chodov nach Nová Role, an der Mírová eine Bahnstation besitzt. Die Bahnstrecke Chomutov–Cheb führt südlich am Dorf vorbei.
Nachbarorte sind Božičany im Norden, Jimlíkov im Nordosten, Počerny und Zátiší im Osten, Jenišov und Pod Rohem im Südosten, Hory und Loučky im Süden, Nové Sedlo und Chranišov im Südwesten sowie Chodov im Westen.

## Geschichte
Das Dorf entstand wahrscheinlich um einen befestigten Mönchshof nach dem Erwerb der Herrschaft Chodov durch das Kloster Waldsassen am Übergang des 12. zum 13. Jahrhundert. Nachdem das Kloster in der Mitte des 14. Jahrhunderts in eine wirtschaftliche Notlage geraten war, versetzte es die Besitzungen in Münchhof, Chodov, Perglas und Scheben an Trost von Winkler, der bereits zuvor die Falkenauer Güter von den Nothafft erworben hatte.
Erstmals urkundlich erwähnt wurde das Dorf im Jahre 1437. 1460 sind Johann und Nikolaus Hofmann als Besitzer des befestigten Hofes nachweisbar. Zwischenzeitlich gelangte der Münchhof ab 1489 an die Schlicken, er befand sich im 16. Jahrhundert jedoch wieder im Besitz der Familie Hofmann. 1599 erwarb Johann Friedrich Lochner von Dallwitz Dorf und Feste von Adam Hofmann. Während des Dreißigjährigen Krieges unterstützte Wolf Christoph Lochner 1631 die Sachsen. Seine Güter wurden konfisziert und 1633 an Alexander von Boren verkauft. Ihm folgten kurzzeitig die Grafen Nostitz auf Falkenau, von denen es 1652 Julius Libštejnský von Kolovrat erwarb.
Die Wasserfeste und der Herrenhof erloschen zum Ende des 18. Jahrhunderts mit dem Beginn des Bergbaus durch das Alaunwerk Antonius von Padua, das die Kiese aus dem Hangendem der Braunkohlenflöze abbaute. Bis zur Aufnahme des Bergbaus war Münchhof ein rein landwirtschaftliches Dorf. Nach der Aufhebung der Patrimonialherrschaften bildete Münchhof ab 1850 eine politische Gemeinde im Bezirk Falkenau. 1881 erhielt das Dorf durch die Lokalbahn Chodau–Neudek einen Anschluss an das Eisenbahnnetz. Bis 1898 erweiterte sich der Ort nach Nordwesten bis zur Bahnstation. Außerdem entstand südlich die Bergarbeiterkolonie der Montan- und Industrialwerke A.G., vorm. J.D. Starck. Zu dieser Zeit bestand Münchhof aus 84 Häusern und die Kolonie aus 12.
Ab 1920 gehörte Münchhof/Mnichov zum Bezirk Elbogen. 1930 hatte die Gemeinde 989 Einwohner. Infolge des Münchner Abkommens wurde Münchhof 1938 dem Deutschen Reich angeschlossen. 1939 lebten in Münchhof 931 Menschen. Von 1938 bis 1945 war die Gemeinde Teil des deutschen Landkreises Elbogen und kam nach dem Ende des Zweiten Weltkrieges zur Tschechoslowakei zurück. Von 1949 bis 1960 gehörte Mnichov zum Okres Karlovy Vary-okolí.
Nach der Machtübernahme der Kommunisten begann eine Diskussion um den Ortsnamen. Die Ortsnamenskommission war zu der Auffassung gelangt, dass es im Lande zu viele "Mnichov" gäbe und der Name zudem durch das Münchner Abkommen historisch belastet sei. Der Ortsnationalausschuss (MNV) schloss sich dem nicht an und verwies auf die historische Herkunft aus der Zeit der Klosterherrschaft. Auf Druck des Bezirksnationalausschusses, der eine Umbenennung in "Větrná" (=Wind) vorschlug und eine Verwechslungsgefahr mit Mnichov im Slavkovský les sah, das seinen Namen behielt, schlug der MNV schließlich den neuen Namen "Mnichovanka" vor. Am 9. Mai 1955 erfolgte nach langen Verhandlungen die Umbenennung in Mírová. Seit 1961 gehört die Gemeinde zum Okres Karlovy Vary. Von 1976 bis 1990 war Mírová ein Stadtteil von Karlovy Vary. Seit 1990 besteht die Gemeinde wieder.

## Gemeindegliederung
Für die Gemeinde Mírová sind keine Ortsteile ausgewiesen. Grundsiedlungseinheiten sind Mírová (Münchhof) und Na Cechu (Kolonie).

## Sehenswürdigkeiten
- Kapelle
- Fachwerkhäuser

## Söhne und Töchter der Gemeinde
- Rudolf Müller (1864–1955), österreichischer Politiker
- Josef Steidl (1919–1986), Gewerkschaftsfunktionär und Politiker (SED).